# Почапинецька сільська рада (Жмеринський район)
| Почапинецька сільська рада — колишній орган місцевого самоврядування у Жмеринському районі Вінницької області з адміністративним центром у с. Почапинці. Сільській раді підпорядковані населені пункти: - с. Почапинці - с. Зоринці - с. Слобода |

## Склад ради
Рада складається з 14 депутатів та голови.

## Керівний склад сільської ради
| ПІБ                          | Основні відомості                                                 | Дата обрання | Дата звільнення |
| ---------------------------- | ----------------------------------------------------------------- | ------------ | --------------- |
| Крот Людмила Іванівна        | Сільський голова, 1967 року народження, освіта, позапартійна      | 26.03.2006   | 31.10.2010      |
| Поліщук Анатолій Миколайович | Сільський голова, 1966 року народження, освіта вища, безпартійний | 31.10.2010   |                 |

Примітка: таблиця складена за даними джерела